# Taylor Seaton
Taylor Seaton (ur. 16 lipca 1990 w Vail) – amerykański narciarz dowolny, specjalizujący się w halfpipe'ie. W 2009 roku wystartował na mistrzostwach świata w Inawashiro, gdzie uplasował się na piątej pozycji w halfpipe'e. Nie startował na igrzyskach olimpijskich. Najlepsze wyniki w Pucharze Świata osiągnął w sezonie 2019/2020, kiedy to zajął 18. miejsce w klasyfikacji generalnej, a w klasyfikacji halfpipe'a był szósty.

## Osiągnięcia

### Mistrzostwa świata
| Miejsce | Dzień    | Rok  | Miejscowość | Konkurencja | Zwycięzca     |
| ------- | -------- | ---- | ----------- | ----------- | ------------- |
| 5.      | 5 marca  | 2009 | Inawashiro  | Halfpipe    | Kevin Rolland |
| 10.     | 9 lutego | 2019 | Park City   | Halfpipe    | Aaron Blunck  |

### Puchar Świata

#### Miejsca w klasyfikacji generalnej
- sezon 2007/2008: 128.
- sezon 2008/2009: 97.
- sezon 2011/2012: 156.
- sezon 2012/2013: 90.
- sezon 2013/2014: 71
- sezon 2014/2015: 95.
- sezon 2015/2016: 135.
- sezon 2016/2017: 25.
- sezon 2017/2018: 85.
- sezon 2018/2019: 123.
- sezon 2019/2020: 18.

#### Miejsca na podium w zawodach
1. Cardona – 17 sierpnia 2013 (halfpipe) – 3. miejsce
2. Mammoth Mountain – 4 lutego 2017 (halfpipe) – 3. miejsce
3. Tignes – 6 marca 2017 (halfpipe) – 2. miejsce